# Duke Robillard
Michael John "Duke" Robillard, né le 4 octobre 1948 à Woonsocket (Rhode Island) est un guitariste et chanteur de blues américain.
Après avoir joué dans divers groupes et travaillant pour le fabricant de guitares Guild, il a co-fondé le groupe Roomful of Blues (en) avec le pianiste Al Copley (en) en 1967,. Il a également été un membre de The Fabulous Thunderbirds, remplaçant Jimmie Vaughan à la guitare. Également expérimenté en jazz, swing et rock 'n' roll en plus du blues qu'il affectionne.

## Nominations et récompenses
Duke Robillard a été nommé et a reçu diverses récompenses durant sa carrière. Parmi celles-ci :
- 2000 Récompensé par le W.C. Handy Award de "Best Blues Guitarist"[4]
- 2001 Récompensé par le W.C. Handy Award de "Best Blues Guitarist"[4]
- 2007 Récompensé par le "Rhode Island Pell Award" pour "Excellence in the Arts"[5]
- 2007 Nommé pour le Grammy Award de "Best Traditional Blues Album" pour "Guitar Groove-A-Rama"[6]
- 2010 Nommé pour le Grammy Award de "Best Traditional Blues Album" pour "Stomp! The Blues Tonight"[7]

## Discographie

### Années 1970
- Roomful of Blues - Roomful of Blues (1978)
- Let's Have a Party - Roomful of Blues (1979)

### Années 1980
- Life of Ease - The Legendary Blues Band (1981)
- Red, Hot and Ble - The Legendary Blues Band (1983)
- Duke Robillard & The Pleasure Kings (1984)
- Too Hot to Handle (1985)
- Swing (1987)
- You Got Me (1988)
- Soul Searchin' - avec Ronnie Earl (en) and the Broadcasters (1988)
- Rockin' Blues (1988)
- Soul Deep - avec Miki Honeycutt (1989)
- Room With A View Of The Blues - avec Johnny Adams (1989)
- Walkin' On A Tightrope - avec Johnny Adams (1989)

### Années 1990
- Royal Blue - avec Al Copley and Hal Singer (1990)
- Heavy Juice - avec Greg Piccolo (1990)
- Walk That Walk, Talk That Talk - The Fabulous Thunderbirds (1991)
- Turn it Around (1991)
- Too Cool to Move - avec Snooky Pryor (1991)
- Poison Kisses - avec Jerry Portnoy (en) (1991)
- Texas Bluesman - avec Zuzu Bollin (en) (1991)
- Johnny Adams Sings Doc Pomus - avec Johnny Adams (1991)
- Hot Stuff - avec The Fabulous Thunderbirds (1992)
- After Hours Swing Session (1992)
- Pinetop's Boogie Woogie - avec Pinetop Perkins (1992)
- Good Understanding - avec Al Copley et les Fabulous Thunderbirds (1993)
- Toolin' Around - avec Arlen Roth (en) (1993)
- Tiger Man - avec Kim Wilson (1993)
- Minor Swing - avec Gerry Beaudoin et David Grisman (1994)
- Temptation (1994)
- That's Life - avec Kim Wilson (1994)
- Spoon's Blues - avec Jimmy Witherspoon (1995)
- Get Down with the Blues -	avec Tony Z (1995)
- Married to the Blues - avec Mark Hummel (1995)
- Duke's Blues (1996)
- Found True Love - avec John Hammond (1996)
- Dangerous Place (1997)
- Hootie's Jumpin' Blues - avec Jay McShann (1997)
- Time Out of Mind - avec Bob Dylan (1997)
- Duke Robillard Plays Blues (1997)
- Duke Robillard Plays Jazz (1997)
- R+B = Ruth Brown - avec Ruth Brown (1997)
- Stretchin' Out Live (1998)
- New Blues for Modern Man (1999)
- Conversations in Swing Guitar (1999)
- Jimmy Witherspoon with The Duke Robillard Band - avec Jimmy Witherspoon (1999)
- A Good Day for the Blues - avec Ruth Brown (1999)

### Années 2000
- Explorer (2000)
- Living with the Blues (2000)
- Still Jumpin' The Blues -	avec Jay McShann (2000)
- Blow Mr. Low - avec Doug James (2001)
- Retrospective - New Guitar Summit (2001)
- New Guitar Summit Retro - avec Jay Geils, Duke Robillard, Gerry Beaudoin (2001)
- Living With The Blues (2002)
- More Conversations in Swing Guitar (2002)
- Exalted Lover (2003)
- Blue Mood (en) : The Songs of T-Bone Walker (2003)
- New Guitar Summit - avec Jay Geils, Duke Robillard, Gerry Beaudoin (2004)
- The Duke Meets The Earl - avec Ronnie Earl (en) (2005)
- Guitar Groove-A-Rama (2006)
- Unheard Duke Robillard Tapes Vol. 1 - Outtakes and Oddities (2007)
- World Full of Blues (2007)
- A Swingin' Session With Duke Robillard (2008)
- Shivers (2008)
- Duke's Box (2009)
- Sunny and Her Joy Boys with Duke Robillard (2009)
- Stomp! The Blues Tonight (2009)

### Années 2010
- Porchlight - avec Todd Sharpville (en) (2010)
- Passport to the Blues (2010)
- Low Down And Tore Up (2011)
- Independently Blue (2013)
- Calling All Blues (2014)
- The Acoustic Blues & Roots of Duke Robillard (2015)